# SN 1996br
SN 1996br – supernowa odkryta 3 listopada 1996 roku w galaktyce UGC 2058. W momencie odkrycia miała maksymalną jasność 18,50m.